# Carlowrightia hepalocarpa
Carlowrightia hepalocarpa är en akantusväxtart som beskrevs av Robinson och Greenm.. Carlowrightia hepalocarpa ingår i släktet Carlowrightia och familjen akantusväxter. Inga underarter finns listade i Catalogue of Life.